# Dilras Banu Begum
Dilras Banu (1622 - 1657) fue una emperatriz consorte del Imperio mogol, la primera esposa y señora del harén del emperador Aurangzeb, el último gran emperador mogol. También es conocida por su título póstumo, "Rabia-ud-Daurani·. La Bibi Ka Maqbara, un mausoleo erigido en Aurangabad, fue encargada por su marido como lugar destinado a su descanso final.
Dilras tuvo cinco hijos con Aurangzeb, incluyendo a Muhammad Azam Shah, quien sucedió brevemente a su padre como emperador. También fue madre de la poetisa Zeb-un-Nisa (la hija favorita del emperador), de la princesa Zinat-un-Nisa (obsequiada con el título de Padshah Begum), y del sultán Muhammad Akbar, el hijo más amado de Aurangzeb.

## Familia y linaje
Dilras Banu Begum nació en el seno de la dinastía safávida, la dinastía que gobernaba Persia y una de las más importantes de su época. Fue hija de Mirza Badi-uz-Zaman Safavi (titulado Shahnawaz Khan y popularmente conocido como Mirza Deccan) el bisabuelo del cual era hijo del shah Ismail I Safavi. Shahnawaz Khan era gobernador de Gujarat y le encantaba la pompa y las ostentaciones de grandeza, lo cual demostró con la dote y la celebración matrimonial de Dilras. La madre de Dilras, Nauras Banu Begum, era hija de Mirza Muhammad Sharif. Su abuelo por parte paterna era Mirza Rustam Safavi, quien aumentó su eminencia durante el reinado del emperador Jahangir.
En el año 1638, la hermana pequeña de Dilras, Sakina Begum, se casó con el hermano pequeño de Aurangzeb, el príncipe Murad Baksh, fortaleciendo los lazos sanguíneos entre la dinastía timúrida y la safávida.

## Matrimonio

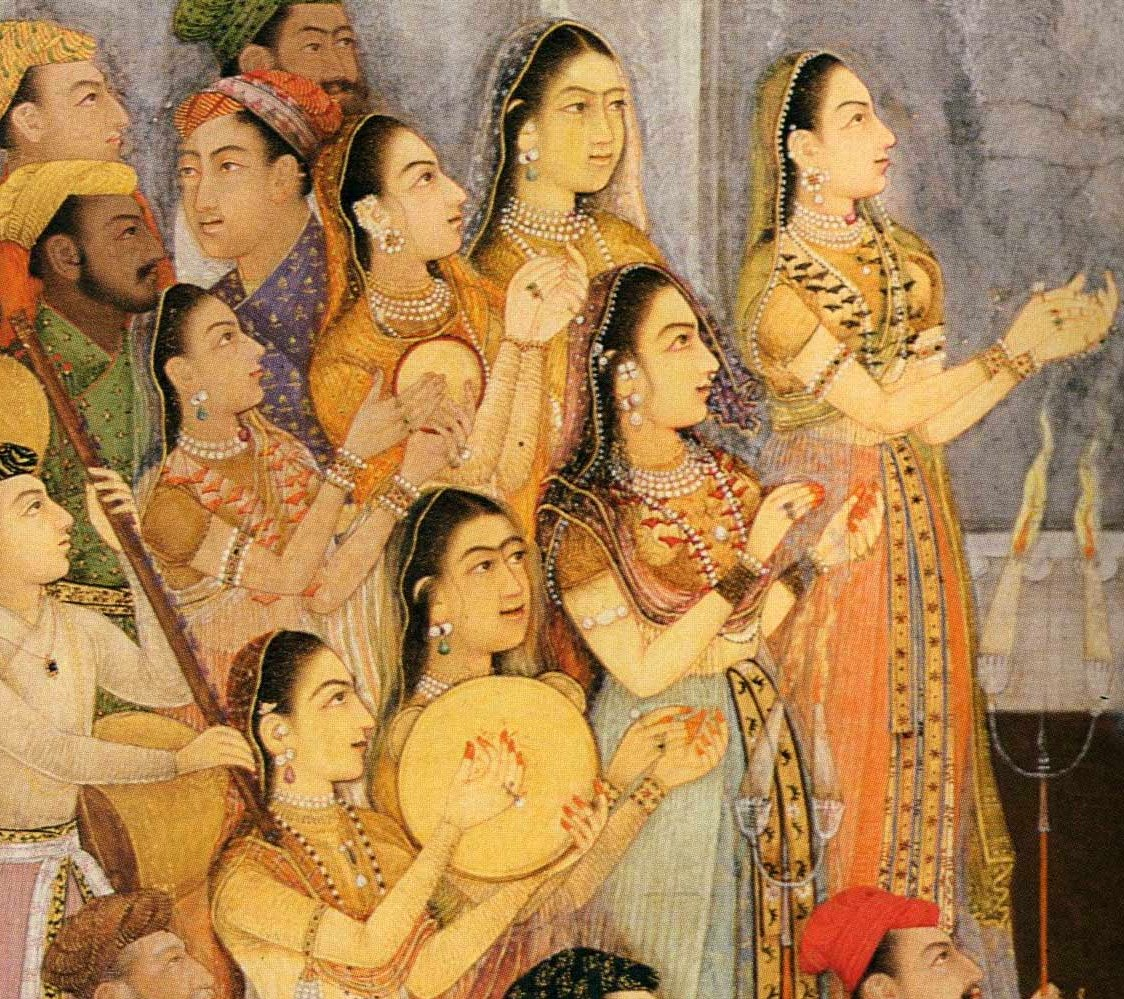
Cantantes y músicas en la boda de Dilras Begum y Aurangzeb. Fue una de las bodas más espléndidas de la historia del Imperio mogol.

Dilras se casó con Aurangzeb el 8 de mayo de 1637, en Agra. La propuesta de matrimonio fue hecha por Shah Jahan y aceptada por el padre de Dilras. Aurangzeb, que se encontraba realizando una campaña militar en el Decán, fue amorosamente llamado por su padre para que volviera a Agra, el 15 de abril de 1637, con motivo de la celebración de su boda.
Tal y como decidieron los astrólogos imperiales, la ceremonia nupcial duró cuatro horas hasta el anochecer, entre grandes lujos y magníficas celebraciones, teniendo lugar en el palacio de Shahnawaz Khan. El esplendor de la celebración está relatada por el cronista, Khafi Khan: «La explosión de fuegos artificiales transformó la Tierra en otro cielo, y los encantos de las cantantes y bailarinas habrían sido la envidia incluso de Venus». El cadí casó a la pareja en presencia del emperador y la dote fue fijada en 400.000 rupias.
Los recién casados vivieron durante más de tres felices meses con el emperador en la fortaleza de Agra, antes de partir hacia el Decán, el 4 de septiembre de 1637, donde Aurangzeb servía a su padre como virrey. Durante su estancia en Agra, Dilras se había quedado embarazada de su primer hijo: la princesa (y poetisa) Zeb-un-Nisa, quien nació nueve meses después de su matrimonio en Daulatabad, Decán. Durante los siguientes 19 años, la pareja imperial tendría cuatro hijos más, favorecidos por su padre por delante de sus otros hijos nacidos de otras esposas.
Como Primera esposa y Señora consorte, Dilras ejerció una gran influencia sobre su esposo, y gobernó su zenana y harén. Fue una de las figuras más importantes de la corte imperial, por encima de las otras esposas de Aurangzeb,muy poco queridas por sus súbditos. Aun así, Dilras no participó en la política de su esposo ni parece haber querido interferir en sus asuntos.
Dilras es descrita como una mujer bella, vivaracha, encantadora y pintoresca. Fue una mujer orgullosa y obstinada, con reputación de irascible. Aurangzeb dijo de ella: «Fue una mujer imperiosa, pero la amé hasta el final de su vida y nunca herí sus sentimientos».

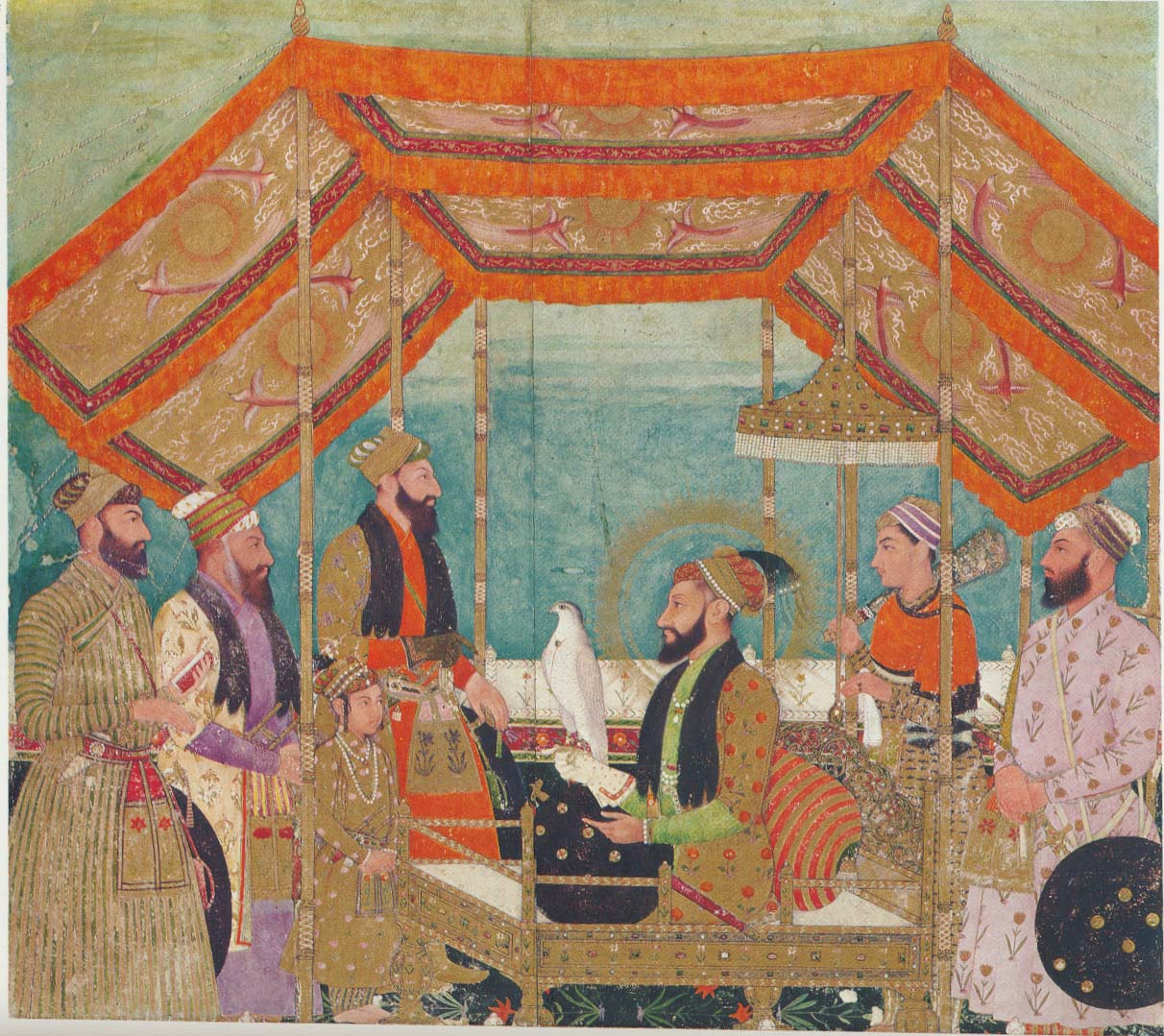
El hijo mayor de Dilras posicionado ante su padre, Aurangzeb.

La naturaleza orgullosa de Dilras no creó problemas en su matrimonio, ya que Aurangzeb siempre actuó de forma humilde con su imperiosa esposa y sintió una gran admiración y respeto hacia ella. De todas formas, parece ser que Dilras no tuvo un carácter diferente al de su marido. Ambos tenían un carácter fuerte, piadoso e indiferente a las propiedades materiales.
Los matrimonios de Aurangzeb con otras dos esposas secundarias tuvieron poca trascendencia, aunque le dieron cuatro hijos más. El afecto, el estatus, el poder y la autoridad de ser la consorte imperial sólo estaba reservado para Dilras. Ella mantuvo su influencia sobre su marido hasta el fin de su vida y fue la esposa más amada hasta la muerte de Aurangzeb. Incluso después de su muerte, su posición en la corte, en el palacio y en la vida de su marido no pudo ser arrebatada por ninguna de sus esposas secundarias. Así, Dilras, jamás fue reemplazada en la vida de su marido.

### Descendencia
Los embarazos iniciales de Dilras se espaciaron entre ellos al menos cuatro años. Aurangzeb no quería poner en peligro la salud frágil de su esposa dejándola embarazada de forma frecuente, como Sha Jahan había hecho, fatalmente, con Mumtaz Mahal. Durante el curso de 20 años de matrimonio, la pareja imperial tuvo 5 hijos:
- Shahzadi Zeb-un-Nisa Begum (1638-1702), poetisa.
- Shahzadi Zinat-un-Nisa Begum (1643-1721), princesa con el título de Padshah Begum.
- Shahzadi Zubdat-un-Nisa Begum (1651-1707), casada con su primo, el príncipe Siphir Shikoh, hijo de Dara Shikoh.
- Shahzada Muhammad Azam Shah (1653-1707), que sucedió brevemente a su padre en el trono del Imperio mogol. Casado con su prima, la princesa Jahanzeb Banu.
- Shahzada Muhammad Akbar (1657-1706), casado con su prima, la princesa Salima, nieta de su tío, Dara Shikoh[.

## Muerte

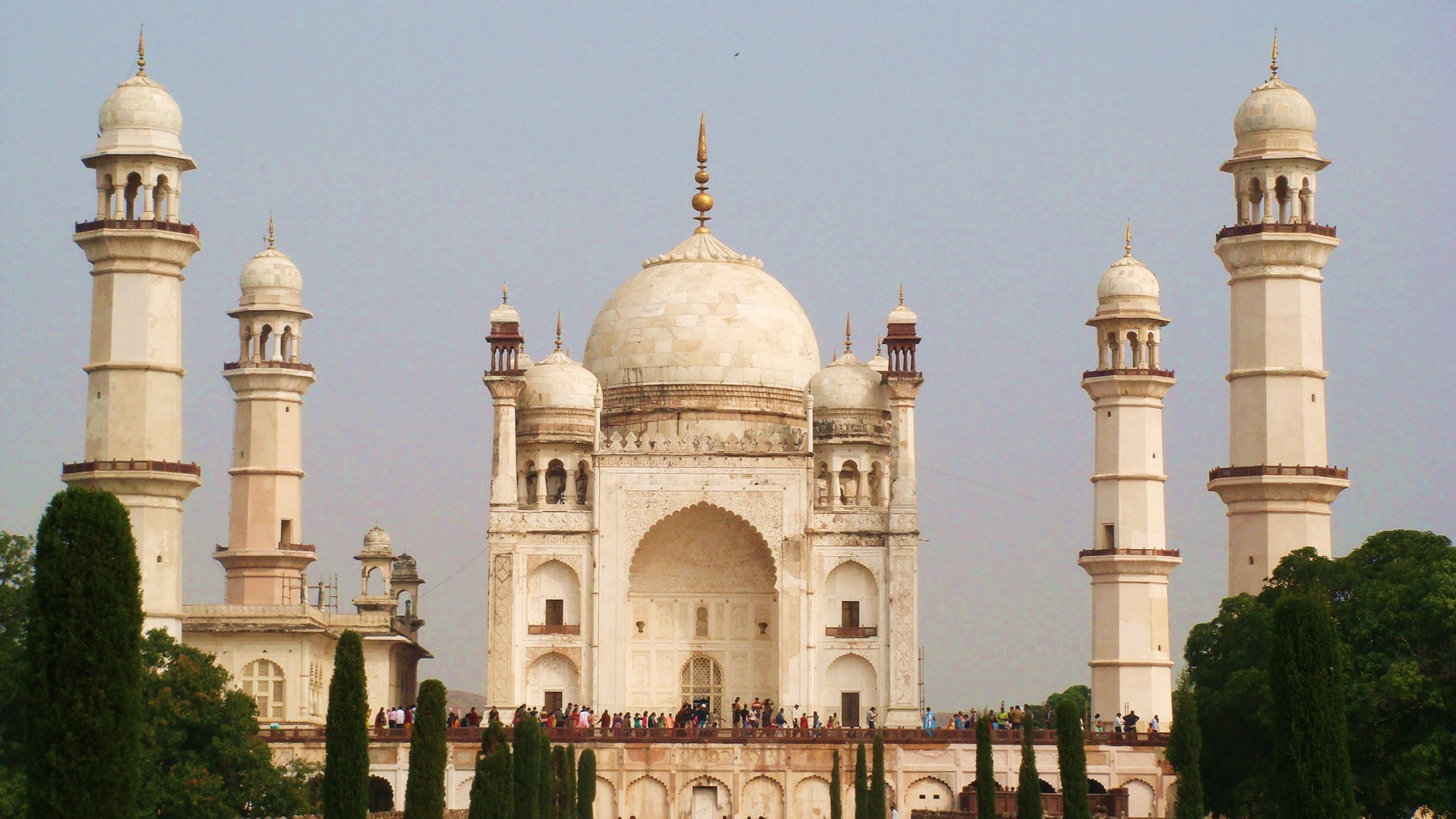
Bibi Ka Maqbara en Aurangabad

Después de dar a luz a su quinto hijo, Muhammad Akbar, Dilras posiblemente padeció fiebre puerperal, a causa de las complicaciones surgidas durante el parto, y falleció un mes después. Después de su muerte Aurangzeb sufrió un dolor extremo y su hijo mayor, el príncipe Azam, sufrió una crisis nerviosa. La responsabilidad de cuidar al recién nacido recayó en manos de su hija mayor, la princesa Zeb-un-Nisa. Zeb-un-Nisa se dedicó al cuidado de su hermano en cuerpo y alma y, al mismo tiempo, Aurangzeb se mostró muy indulgente con su hijo pequeño y, éste, pronto se convirtió en su hijo más amado.
Tres años después de su muerte, en 1660, Aurangzeb encargó un mausoleo en Aurangabad para destinarlo como su lugar de reposo final. Cabe destacar que Aurangzeb nunca ordenó construir edificios durante su reinado, pero hizo una excepción para construir el mausoleo de su esposa. Dildas fue sepultada bajo el título póstumo de "Rabia-ud-Daurani".
Bibi Ka Maqbara es la edificación más grande que construyó Aurangzeb. El emperador está enterrado a unos cuantos kilómetros de distancia de su mausoleo, en Khuldabad.

## Biografía
- Annie Krieger-Krynicki (2005). Captive Princess: Zebunissa, Daughter of Emperor Aurangzeb. Oxford University Press. ISBN 9780195798371.

- Datos: Q5277043